# The Ritz
Pour les articles homonymes, voir Ritz.
Pour plus de détails, voir Fiche technique et Distribution.
The Ritz est un film américain réalisé par Richard Lester, sorti en 1976.

## Fiche technique
- Titre : The Ritz
- Réalisation : Richard Lester
- Scénario : Terrence McNally d'après sa pièce
- Photographie : Paul Wilson
- Musique : Ken Thorne
- Pays de production : États-Unis
- Genre : comédie
- Date de sortie : 1976
- Affiche : Bill Gold (États-Unis)

## Distribution
- Jack Weston : Gaetano Proclo
- Rita Moreno : Googie Gomez
- Jerry Stiller : Carmine Vespucci
- F. Murray Abraham : Chris
- Treat Williams : Michael Brick
- Dave King : Abe
- Bessie Love : Maurine
- Tony De Santis : Balloon Man
- Peter Butterworth : Patron In Chaps
- John Ratzenberger : Patron
- George Coulouris : Old Man Vespucci
- Hugh Fraser : Disc Jockey